# Boombastic (альбом)
Boombastic — третій студійний альбом ямайського виконавця Шеггі. Альбом вийшов 11 липня 1995 року.
Альбом породив п'ять синглів: «In the Summertime», ремейк хіта Мунго Джеррі, «Boombastic», трек посів 1 місце в чарті синглів Великобританії, 3 місце в Billboard Hot 100 і 1 місце в американському R&B чарті. Пісня «Boombastic» була використана для реклами бренду Levi's 1995 року, яку зняли Майкл Морт і Дейніол Морріс. Пісні з альбому також використовувалися у фільмах 2006 і 2007 років, відповідно, «Роги і копита» та «Містер Бін на відпочинку».
Ремейк треку «In the Summertime» був перевипущений для фільму 1996 року «Фліппер».

## Діаграми та нагороди
Альбом отримав премію Греммі як «Найкращий альбом реггі».
Альбом отримав платиновий статус у Сполучених Штатах і золотий у Великій Британії. Він досяг 34 місця в чарті = Billboard 200 і очолив чарт «Найпопулярніші альбоми реггі» в США, а також досяг 37 місця в чарті альбомів Великобританії.

## Трек-лист
1. «In the Summertime» (за участю Рейвона) (Рей Дорсет) — 3:57
2. «Boombastic» (Беррелл, Флойд, Лівінгстон) — 4:07
3. «Something Different» (за участю Уейна Вандера) (Баррелл, Чарльз, Келлі) — 4:31
4. «Прости їм, батьку» (Баррелл, Кросдейл, Денніс) — 3:27
5. «Heartbreak Suzie» (за участю Gold Mine) (Burrell, Hawthorne) — 4:09
6. «Фінгер Сміт» (Баррелл, Кросдейл, Денніс) — 3:28
7. «Why You Treat Me So Bad» (за участю Grand Puba) (Burrell, Dixon, Livingston) — 3:47
8. «Woman a Pressure Me» (Беррелл, Кросдейл, Денніс) — 3:41
9. «The Train Is Coming» (за участю Кена Бута) (Бут, Баррелл, Лівінгстон) — 3:41
10. «Коханець острова» (Баррелл, Лівінгстон, Сапата) — 4:13
11. «День О» (Attaway, Burgie) — 3:56
12. «Jenny» (за участю Budda Junky Swan) (Benoiti, Burrel, Pizzonia) — 4:15
13. «Наскільки ще» (Беррелл, Келлі) — 3:51
14. «Gal Yu a Pepper» (Burrell, Halliburton) — 4:18

Бонус-треки США
15. «In the Summertime» (Rayvon & The Ripper Remix) — 4:04
16. «Boombastic» (Sting Remix) — 4:14

## Персонал
- Лес Кінг — інженер
- Джон Раф Аллен — Відстеження
- Кен Бут — виконавець
- Кент Браян — бек-вокал, трек
- Джейк Чесум — фотографія
- Джемма Корфілд — виконавчий продюсер
- Пол Кросдейл — Відстеження
- Duley Culture — бек-вокал
- Боббі «Діджитал» Діксон — продюсер, інженер
- Боббі Діксон — продюсер, інженер
- Том Долан — арт-директор, дизайн
- Браян і Тоні Голд — бек-вокал
- Grand Puba — Виконавець
- Anastas Hackett — Відстеження
- Денніс Халлібертон — інженер, мікшування, трекінг
- Тоні Келлі — продюсер, інженер, трекінг
- Марті Керсіч — накладання валторни
- Роберт Лівінгстон — продюсер, виконавчий продюсер, стеження
- Лінфорд «Фатта» Маршалл — Зведення
- Джордж «Дасті» Міллер — Відстеження
- Кімбалін Міллер — бек-вокал
- Доктор Маршалл Мерфі — інженер, фоновий вокал, накладання, зведення
- Роберт Мерфі — інженер, мікшування
- Вейн Ніколсон — інженер
- Шон «Sting Int'l» Pizzonia — бек-вокал, продюсер, інженер, накладання, зведення
- Райвон — Виконавець
- Глен Рікс — бек-вокал
- Wayne Wonder — Виконавець
- Коллін «Булбі» Йорк — Зведення
- Роберт Сапата — бек-вокал, продюсер, трекер

## Чарти
| Чарт (1995—1996)                                     | Найвища позиція |
| ---------------------------------------------------- | --------------- |
| Австралія Australian Albums (ARIA)                   | 11              |
| Австрія Austrian Albums (Ö3 Austria)                 | 25              |
| Нідерланди Dutch Albums (MegaCharts)                 | 30              |
| Німеччина German Albums (Offizielle Top 100)         | 24              |
| Нова Зеландія New Zealand Albums (Recorded Music NZ) | 10              |
| Швеція Swedish Albums (Sverigetopplistan)            | 43              |
| Швейцарія Swiss Albums (Schweizer Hitparade)         | 35              |
| Велика Британія UK Albums (OCC)                      | 37              |
| США Billboard 200                                    | 34              |
| США Top R&B/Hip-Hop Albums (Billboard)               | 11              |
| США Reggae Albums (Billboard)                        | 1               |

| Чарт (1995)                           | Позиція |
| ------------------------------------- | ------- |
| US Billboard 200                      | 163     |
| US Top R&B/Hip-Hop Albums (Billboard) | 84      |

## Сертифікація та продаж
| Регіон                                                                                          | Сертифікація | Продажі    |
| ----------------------------------------------------------------------------------------------- | ------------ | ---------- |
| Бразилія (ABPD)                                                                                 | Золотий      | 100 000*   |
| Канада (Music Canada)                                                                           | Золотий      | 50 000^    |
| Малайзія                                                                                        | —            | 150,000    |
| Швеція (IFPI Sweden)                                                                            | Золотий      | 50 000^    |
| Велика Британія (BPI)                                                                           | Срібний      | 60 000^    |
| США (RIAA)                                                                                      | Платиновий   | 1 000 000^ |
| *продажі, що базуються лише на сертифікаціях ^відвантаження, що базуються лише на сертифікаціях |              |            |